# Wałbrzych Dolny
Uzasadnienie:  kwestia poruszona w dyskusji Wikipedia:Poczekalnia/artykuły/2017:09:29:Kopalnia Victoria 
Wałbrzych Dolny – zlikwidowana w 1920 roku stacja kolejowa w Wałbrzychu, w województwie dolnośląskim, w Polsce. Otwarta w 1853. Zamknięta dla ruchu pasażerskiego w 1868. Położona na linii kolejowej z Wałbrzycha Miasto do Wałbrzycha Fabrycznego.